# Liste der Electron-Raketenstarts

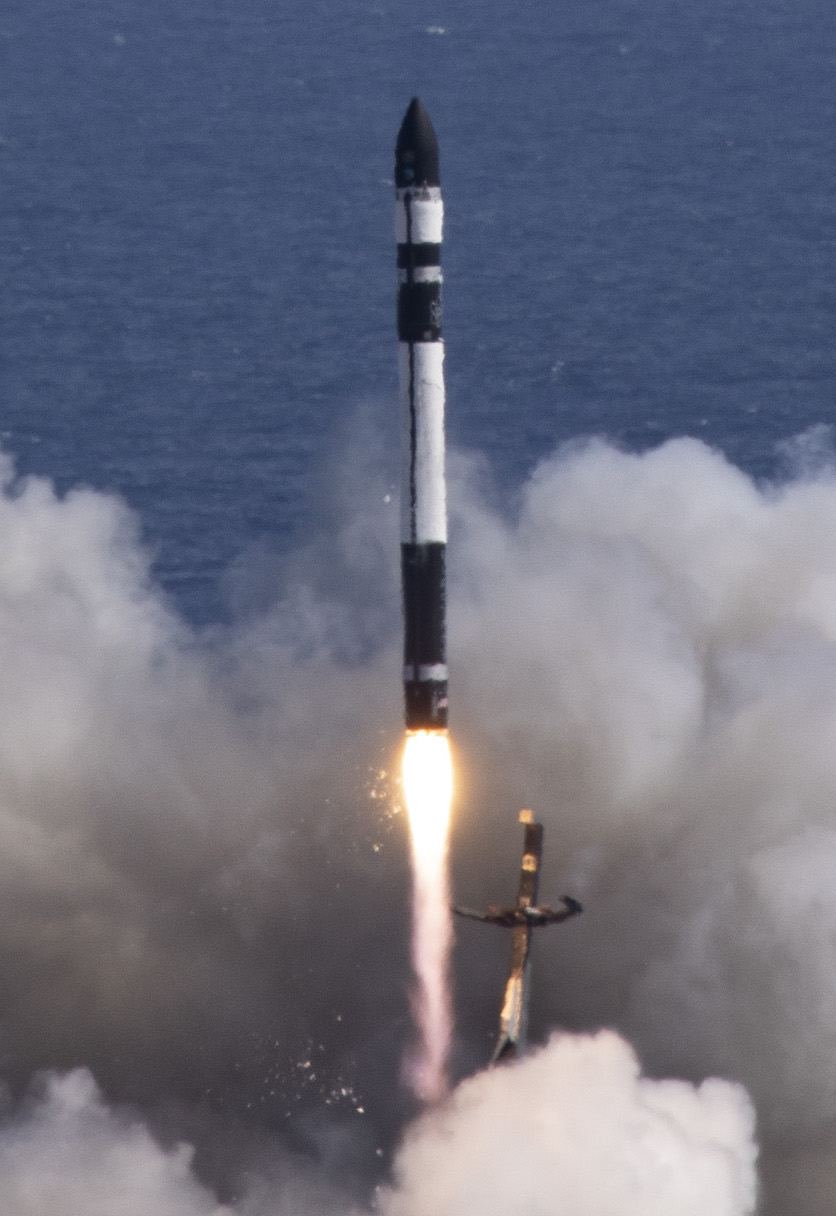
Electron-Start am 31. Januar 2020

Die Liste der Electron-Raketenstarts umfasst alle absolvierten Starts der Trägerrakete Electron des US-amerikanisch-neuseeländischen Raumfahrtunternehmens Rocket Lab (Stand: 11. August 2025).

## Startstatistik
| Jahr   | Variante   | Variante      | Variante   | Variante           | gesamt | davon erfolgreich |
| ------ | ---------- | ------------- | ---------- | ------------------ | ------ | ----------------- |
| Jahr   | zweistufig | mit Kickstufe | mit Photon | Haste (suborbital) | gesamt | davon erfolgreich |
| 2017   | 1          | –             | –          | –                  | 1      | 0                 |
| 2018   | –          | 3             | –          | –                  | 3      | 3                 |
| 2019   | –          | 6             | –          | –                  | 6      | 6                 |
| 2020   | –          | 6             | 1          | –                  | 7      | 6                 |
| 2021   | –          | 5             | 1          | –                  | 6      | 5                 |
| 2022   | –          | 8             | 1          | –                  | 9      | 9                 |
| 2023   | –          | 9             | –          | 1                  | 10     | 9                 |
| 2024   | –          | 14            | –          | 2                  | 16     | 16                |
| 2025   | –          | 11            | –          | –                  | 11     | 11                |
| gesamt | 1          | 62            | 3          | 3                  | 69     | 65                |

## Durchgeführte Starts
| Nr.                                                          | Datum (UTC)                                                  | Startplatz                                                   | Mission / Nutzlasten | Orbit ca.                                                    | Anmerkungen, Missionsbezeichnung |
| 2017 – 2018 – 2019 – 2020 – 2021 – 2022 – 2023 – 2024 – 2025 | 2017 – 2018 – 2019 – 2020 – 2021 – 2022 – 2023 – 2024 – 2025 | 2017 – 2018 – 2019 – 2020 – 2021 – 2022 – 2023 – 2024 – 2025 | 2017 – 2018 – 2019 – 2020 – 2021 – 2022 – 2023 – 2024 – 2025 | 2017 – 2018 – 2019 – 2020 – 2021 – 2022 – 2023 – 2024 – 2025 | 2017 – 2018 – 2019 – 2020 – 2021 – 2022 – 2023 – 2024 – 2025 |
| 2017                                                         | 2017                                                         | 2017                                                         | 2017 | 2017                                                         | 2017 |
| ------------------------------------------------------------ | ------------------------------------------------------------ | ------------------------------------------------------------ | --- | ------------------------------------------------------------ | --- |
| 01                                                           | 25. Mai 2017 04:20                                           | 1A (Mahia)                                                   | Humanity Star | LEO (geplant)                                                | Teilerfolg It’s a Test Testflug; Start, Trennung der ersten Stufe und der Nutzlastverkleidung erfolgreich; Abbruch des Fluges nach 4 min in 224 km Höhe. |
| 2018                                                         |                                                              |                                                              | |                                                              | |
| 02                                                           | 21. Jan. 2018 01:44                                          | 1A (Mahia)                                                   | 2× Lemur-2 (Wetter- und AIS-Satelliten) Dove Pioneer (Erdbeobachtungssatellit) Humanity Star | 500 km, 83°                                                  | Erfolg Still Testing Testflug |
| 03                                                           | 11. Nov. 2018 03:50                                          | 1A (Mahia)                                                   | 2× Lemur-2 (Wetter- und AIS-Satelliten) Irvine01 (Technologieerprobungssatellit) Cicero-10 (Erdbeobachtungssatellit) Proxima 1 & 2 (Kommunikationssatelliten, IOT) Nabeo (Bremssegelexperiment) 1 | 500 km, 85°                                                  | Erfolg It’s Business Time |
| 04                                                           | 16. Dez. 2018 06:33                                          | 1A (Mahia)                                                   | ELaNa 19 (13 Cubesats) 2× AeroCube 11 (Technologieerprobungssatelliten) SHFT 1 (Technologieerprobungssatellit) | 500 km, 85°                                                  | Erfolg This One’s For Pickering |
| 2019                                                         |                                                              |                                                              | |                                                              | |
| 05                                                           | 28. März 2019 23:37                                          | 1A (Mahia)                                                   | R3D2 (Technologieerprobungssatellit) | 425 km, 40°                                                  | Erfolg Two Thumbs Up |
| 06                                                           | 5. Mai 2019 06:00                                            | 1A (Mahia)                                                   | STP-27RD: Harbinger, Sparc-1 und Falcon ODE (Technologieerprobungssatelliten der US Air Force) | 500 km, 40°                                                  | Erfolg That’s a Funny Looking Cactus |
| 07                                                           | 29. Juni 2019 04:30                                          | 1A (Mahia)                                                   | BlackSky Global 3 (Erdbeobachtungssatellit) Prometheus 2.7 & 2.9 (militärische Satelliten) Acrux-1 (Lehrsatellit) 2× Spacebee (Kommunikationssatelliten) Painani-1 (Aufklärungssatellit) | 450 km, 45°                                                  | Erfolg Make it Rain |
| 08                                                           | 19. Aug. 2019 12:12                                          | 1A (Mahia)                                                   | BlackSky Global 4 (Erdbeobachtungssatellit) BRO 1 (Verkehrsüberwachungssatellit) 2× Pearl White (Experimentalsatelliten) | 550 km, 45°                                                  | Erfolg „Look Ma, No Hands“ |
| 09                                                           | 17. Okt. 2019 01:22                                          | 1A (Mahia)                                                   | Palisade (Technologieerprobungssatellit) | 1200 km, 88°                                                 | Erfolg As The Crow Flies |
| 10                                                           | 6. Dez. 2019 08:18                                           | 1A (Mahia)                                                   | ALE-2 (Technologieerprobungssatellit) Alba Cluster 2 (6 PocketQubes): ATL-1 (MO-106, Technologieerprobungssatellit) TRSI Sat (Technologieerprobungssatellit) SMOG-P (MO-105, Forschungssatellit) Fossasat-1 (Kommunikationssatellit) NOOR 1A, 1B (Technologieerprobung)                                                    | 400 km SSO                                                   | Erfolg Running out of fingers |
| 2020                                                         |                                                              |                                                              | |                                                              | |
| 11                                                           | 31. Jan. 2020 02:56                                          | 1A (Mahia)                                                   | USA 294 (NROL-151) | 600 km, 70°                                                  | Erfolg Birds of a Feather |
| 12                                                           | 13. Juni 2020 05:12                                          | 1A (Mahia)                                                   | ELaNa 32: ANDESITE (Forschungssatelliten) USA-301, -302 und -303 (NRO-Satelliten) M2 Pathfinder (Technologieerprobungssatellit) | 600 km SSO                                                   | Erfolg Don’t Stop Me Now |
| 13                                                           | 4. Juli 2020 21:19                                           | 1A (Mahia)                                                   | CE-SAT 1B (Erdbeobachtungssatellit) Flock-4e (5 Erdbeobachtungssatelliten) Faraday-1 (Technologieerprobungssatellit) | 500 km SSO (geplant)                                         | Fehlschlag Pics Or It Didn’t Happen Schubverlust der zweiten Stufe 5½ min nach dem Start. Ursache war ein defekter Steckverbinder. |
| 14                                                           | 31. Aug. 2020 03:05                                          | 1A (Mahia)                                                   | Sequoia (Radar-Erdbeobachtungssatellit) | 540 km, 45°                                                  | Erfolg I Can’t Believe It’s Not Optical mit Photon |
| 15                                                           | 28. Okt. 2020 21:21                                          | 1A (Mahia)                                                   | CE-SAT-2B (Erdbeobachtungssatellit) Flock 4e' (9 Erdbeobachtungssatelliten) | 500 km SSO                                                   | Erfolg In Focus |
| 16                                                           | 20. Nov. 2020 02:20                                          | 1A (Mahia)                                                   | Dragracer A & B (2 Technologieerprobungssatelliten) BRO 2, 3 (Verkehrsüberwachungssatelliten) Corvus BC-5 (Erdbeobachtungssatellit) 18× SpaceBEE (Kommunikationssatelliten) 6× SpaceBEE NZ (Kommunikationssatelliten) APSS 1 (Forschungssatellit) Gnome Chompski (Zwergenfigur) 1                                          | 400 km SSO                                                   | Erfolg Return to Sender |
| 17                                                           | 15. Dez. 2020 10:09                                          | 1A (Mahia)                                                   | Strix-α (Erdbeobachtungssatellit) | 500 km SSO                                                   | Erfolg The Owl’s Night Begins |
| 2021                                                         |                                                              |                                                              | |                                                              | |
| 18                                                           | 20. Jan. 2021 07:26                                          | 1A (Mahia)                                                   | GMS-T (Kommunikationssatellit) | 1200 km, 90°                                                 | Erfolg Another One Leaves The Crust |
| 19                                                           | 22. März 2021 22:30                                          | 1A (Mahia)                                                   | BlackSky Global 9 (Erdbeobachtungssatellit) Centauri 3 (Kommunikationssatellit) Myriota 7 (Kommunikationssatellit) M2 (zweiteiliger Erdbeobachtungssatellit) Veery Hatchling (Wettersatellit) Gunsmoke-J (Technologieerprobungssatellit)                                                                                   | 450 km, 45° 5× 550 km, 45°                                   | Erfolg They Go Up So Fast mit Photon |
| 20                                                           | 15. Mai 2021 11:11                                           | 1A (Mahia)                                                   | BlackSky Global 10 & 11 (Erdbeobachtungssatelliten) | 430 km, 50° (geplant)                                        | Fehlschlag Running Out Of Toes Fehlfunktion der zweiten Stufe kurz nach der Triebwerkszündung. Eine Untersuchung ergab, dass der Fehler im Zünder der zweiten Stufe eine Störung verursachte. Dies führte zu einer Verfälschung von Signalen innerhalb des Triebwerksrechners, wodurch die Schubvektorsteuerung des Rutherford-Triebwerks von den Nennparametern abwich und der Triebwerksrechner den Befehl gab, die Pumpendrehzahl auf Null zu setzen und das Triebwerk abzuschalten. |
| 21                                                           | 29. Juli 2021 06:00                                          | 1A (Mahia)                                                   | STP-27RM: Monolith (militärischer Technologieerprobungssatellit) | 600 km, 37°                                                  | Erfolg It’s a Little Chile Up Here |
| 22                                                           | 18. Nov. 2021 01:38                                          | 1A (Mahia)                                                   | BlackSky Global 14 & 15 (Erdbeobachtungssatelliten) | 430 km, 42°                                                  | Erfolg Love At First Insight |
| 23                                                           | 9. Dez. 2021 00:02                                           | 1A (Mahia)                                                   | BlackSky Global 16 & 17 (Erdbeobachtungssatelliten) | 430 km, 42°                                                  | Erfolg A Data With Destiny |
| 2022                                                         |                                                              |                                                              | |                                                              | |
| 24                                                           | 28. Feb. 2022 20:37                                          | 1B (Mahia)                                                   | Strix-β (Erdbeobachtungssatellit) | 550 km SSO                                                   | Erfolg The Owl’s Night Continues |
| 25                                                           | 2. Apr. 2022 12:41                                           | 1A (Mahia)                                                   | BlackSky Global 18 & 20 (Erdbeobachtungssatelliten) | 430 km, 53°                                                  | Erfolg Without Mission A Beat |
| 26                                                           | 2. Mai 2022 22:49                                            | 1A (Mahia)                                                   | AuroraSat-1 (Technologieerprobungssatellit) Unicorn-2 (Technologieerprobungssatellit) TRSI-2 und -3 (Amateurfunksatelliten) MyRadar-1 (Technologieerprobungssatellit) Copia (Technologieerprobungssatellit) 3 E-Space Demo (Technologieerprobungssatellit) 24× Spacebee (Kommunikationssatelliten) BRO 6 (SIGINT-Satellit) | 525 km SSO                                                   | Erfolg There And Back Again Erster und einziger Auffangversuch der Erststufe per Helikopter. |
| 27                                                           | 28. Juni 2022 09:55                                          | 1B (Mahia)                                                   | Capstone (Mondorbiter) | 170 × 1040 km, 39°                                           | Erfolg CAPSTONE mit Interplanetary Photon |
| 28                                                           | 13. Juli 2022 06:30                                          | 1A (Mahia)                                                   | USA 334 (NROL-162) | 620 km, 40°                                                  | Erfolg Wise One Looks Ahead |
| 29                                                           | 4. Aug. 2022 05:00                                           | 1B (Mahia)                                                   | USA 335 (NROL-199) | 620 km, 70°                                                  | Erfolg Antipodean Adventure |
| 30                                                           | 15. Sep. 2022 20:38                                          | 1B (Mahia)                                                   | Strix-1 (Erdbeobachtungssatellit) | 565 km SSO                                                   | Erfolg The Owl Spreads Its Wings |
| 31                                                           | 7. Okt. 2022 17:09                                           | 1B (Mahia)                                                   | Gazelle (Technologieerprobungssatellit) | 755 km SSO                                                   | Erfolg It Argos Up From Here |
| 32                                                           | 4. Nov. 2022 17:27                                           | 1B (Mahia)                                                   | MATS (Forschungssatellit) | 590 km SSO                                                   | Erfolg Catch Me If You Can |
| 2023                                                         |                                                              |                                                              | |                                                              | |
| 33                                                           | 24. Jan. 2023 23:00                                          | 2 (MARS)                                                     | 3× Hawk (SIGINT-Satelliten) | 550 km, 40°                                                  | Erfolg Virginia is for Launch Lovers Erststart vom LC-2. |
| 34                                                           | 16. März 2023 22:38                                          | 2 (MARS)                                                     | Capella 9 & 10 (Erdbeobachtungssatelliten) | 590 km SSO                                                   | Erfolg Stronger Together |
| 35                                                           | 24. März 2023 09:14                                          | 1B (Mahia)                                                   | BlackSky Global 5 & 19 (Erdbeobachtungssatelliten) | 440 km, 42°                                                  | Erfolg The Beat Goes On |
| 36                                                           | 8. Mai 2023 01:00                                            | 1B (Mahia)                                                   | Tropics 5 & 6 (Erdbeobachtungssatelliten) | 545 km, 33°                                                  | Erfolg Rocket Like A Hurricane |
| 37                                                           | 26. Mai 2023 03:46                                           | 1B (Mahia)                                                   | Tropics 3 & 7 (Erdbeobachtungssatelliten) | 545 km, 33°                                                  | Erfolg Coming To A Storm Near You |
| 38                                                           | 18. Juni 2023 01:24                                          | 2 (MARS)                                                     | Mach-TB (Technologieerprobung) | suborbital                                                   | Erfolg Scout's Arrow Haste-Konfiguration mit modifizierter dritter Stufe. |
| 39                                                           | 18. Juli 2023 01:27                                          | 1B (Mahia)                                                   | Telesat LEO 3 (Kommunikationssatellit) Starling 1–4 (Technologieerprobungssatelliten) 2× Lemur-2 | 575 km SSO                                                   | Erfolg Baby Come Back |
| 40                                                           | 23. Aug. 2023 23:45                                          | 1B (Mahia)                                                   | Capella 11 (Erdbeobachtungssatellit) | 645 km, 53°                                                  | Erfolg We Love The Nightlife Erstmalige Wiederverwendung eines Rutherford-Triebwerks. |
| 41                                                           | 19. Sep. 2023 06:55                                          | 1B (Mahia)                                                   | Capella 12 (Erdbeobachtungssatellit) | LEO (geplant)                                                | Fehlschlag We will never desert you Stromausfall in der zweiten Stufe kurz nach Triebwerkszündung |
| 42                                                           | 15. Dez. 2023 04:05                                          | 1B (Mahia)                                                   | QPS-SAR-5 (Erdbeobachtungssatellit) | 585 km, 42°                                                  | Erfolg The Moon God Awakes |
| 2024                                                         |                                                              |                                                              | |                                                              | |
| 43                                                           | 31. Jan. 2024 06:34                                          | 1B (Mahia)                                                   | 4× NorthStar (SSA-Satelliten) | 530 km SSO                                                   | Erfolg Four Of A Kind |
| 44                                                           | 18. Feb. 2024 14:52                                          | 1B (Mahia)                                                   | Adras-J (Weltraummüll-Inspektion) | 570 km SSO                                                   | Erfolg On Closer Inspection |
| 45                                                           | 12. März 2024 15:03                                          | 1B (Mahia)                                                   | Strix-3 (Erdbeobachtungssatellit) | 570 km SSO                                                   | Erfolg Owl Night Long |
| 46                                                           | 21. März 2024 07:25                                          | 2 (MARS)                                                     | USA 352 (NROL-123) Aerocube 16A, 16B (Materialforschung) Mola (Hochschulprojekt) | geheim 510 km, 50°                                           | Erfolg Live And Let Fly |
| 47                                                           | 23. Apr. 2024 22:32                                          | 1B (Mahia)                                                   | NeonSat-1 (Erdbeobachtungssatellit) ACS-3 (Sonnensegel-Erprobung) | 515 km SSO 1000 km, 97 °                                     | Erfolg Beginning Of The Swarm |
| 48                                                           | 25. Mai 2024 07:41                                           | 1B (Mahia)                                                   | Prefire 1 (Klimaforschungssatellit) | 530 km SSO                                                   | Erfolg Ready, Aim, PREFIRE |
| 49                                                           | 5. Juni 2024 03:15                                           | 1B (Mahia)                                                   | Prefire 2 (Klimaforschungssatellit) | 535 km SSO                                                   | Erfolg PREFIRE and ICE |
| 50                                                           | 20. Juni 2024 18:13                                          | 1B (Mahia)                                                   | 5× Kinéis (Internet der Dinge) | 640 km SSO                                                   | Erfolg No Time Toulouse |
| 51                                                           | 2. Aug. 2024 16:39                                           | 1B (Mahia)                                                   | Strix-4 (Erdbeobachtungssatellit) | 543 km, 43°                                                  | Erfolg Owl For One, One For Owl |
| 52                                                           | 11. Aug. 2024 13:18                                          | 1B (Mahia)                                                   | Capella 13 (Erdbeobachtungssatellit) | 615 km, 53°                                                  | Erfolg A Sky Full of SARS |
| 53                                                           | 20. Sep. 2024 23:01                                          | 1A (Mahia)                                                   | 5× Kinéis (Internet der Dinge) | 640 km SSO                                                   | Erfolg Kinéis Killed the RadIOT star |
| 54                                                           | 5. Nov. 2024 10:54                                           | 1B (Mahia)                                                   | Protosat-1 | 640 km SSO                                                   | Erfolg Changes in Latitudes, Changes in Attitudes |
| 55                                                           | 24. Nov. 2024 06:00                                          | 2 (MARS)                                                     | Mach-TB (Technologieerprobung) | suborbital                                                   | Erfolg Hippo |
| 56                                                           | 30. Nov. 2024 03:55                                          | 1B (Mahia)                                                   | 5× Kinéis (Internet der Dinge) | 645 km SSO                                                   | Erfolg Ice AIS Baby |
| 57                                                           | 14. Dez. 2024 01:00                                          | 2 (MARS)                                                     | ? | suborbital                                                   | Erfolg Stonehenge |
| 58                                                           | 21. Dez. 2024 14:17                                          | 1B (Mahia)                                                   | Strix-2 (Erdbeobachtungssatellit) | 570 km SSO                                                   | Erfolg Owl The Way Up |
| 2025                                                         |                                                              |                                                              | |                                                              | |
| 59                                                           | 8. Feb. 2025 20:43                                           | 1A (Mahia)                                                   | 5× Kinéis (Internet der Dinge) | 650 km SSO                                                   | Erfolg IOT 4 You and Me |
| 60                                                           | 18. Feb. 2025 23:17                                          | 1B (Mahia)                                                   | BlackSky Global 31 (Erdbeobachtungssatellit) | 480 km, 59°                                                  | Erfolg Fasten Your Space Belts |
| 61                                                           | 15. März 2025 00:00                                          | 1B (Mahia)                                                   | QPS-SAR-9 (Erdbeobachtungssatellit) | 585 km, 42°                                                  | Erfolg The Lightning God Reigns |
| 62                                                           | 18. März 2025 01:31                                          | 1A (Mahia)                                                   | 5× Kinéis (Internet der Dinge) | 650 km SSO                                                   | Erfolg High Five |
| 63                                                           | 26. März 2025 15:30                                          | 1B (Mahia)                                                   | 8× Forest (Waldbrandbeobachtung) | 545 km SSO                                                   | Erfolg Finding Hot Wildfires Near You |
| 64                                                           | 17. Mai 2025 08:17                                           | 1A (Mahia)                                                   | QPS-SAR-10 (Erdbeobachtungssatellit) | 580 km, 42°                                                  | Erfolg The Sea God Sees |
| 65                                                           | 2. Juni 2025 23:57                                           | 1B (Mahia)                                                   | BlackSky Global (Erdbeobachtungssatellit) | 480 km, 59°                                                  | Erfolg Full Stream Ahead |
| 66                                                           | 11. Juni 2025 15:31                                          | 1A (Mahia)                                                   | QPS-SAR-11 (Erdbeobachtungssatellit) | 580 km, 42°                                                  | Erfolg The Mountain God Guards |
| 67                                                           | 26. Juni 2025 17:28                                          | 1A (Mahia)                                                   | 3× Hawk (SIGINT-Satelliten) Kestrel-0A (Technologieerprobungssatellit) | 530 km, 97°                                                  | Erfolg |
| 68                                                           | 28. Juni 2025 07:08                                          | 1B (Mahia)                                                   | Lyra 4 (Internet der Dinge) | 660 km, 96°                                                  | Erfolg |
| 69                                                           | 5. Aug. 2025 04:10                                           | 1B (Mahia)                                                   | QPS-SAR-12 (Erdbeobachtungssatellit) | 585 km, 42°                                                  | Erfolg |

Belege: Startlisten auf skyrocket.de, russianspaceweb.com und space-track.org

## Geplante Starts
Mit Stand Juni 2025 sind etwa 40 Electron-Starts geplant. Die nächsten geplanten Starts sind – soweit bereits Termine bekannt gegeben wurden – in der Liste geplanter orbitaler Raketenstarts aufgeführt.

## Erläuterungen
- Nr.: inoffizielle fortlaufende Startnummer
- Startdatum (UTC): Tag und die Uhrzeit des Starts in koordinierter Weltzeit
- Startplatz: Nummer und Ort der Startrampe: Rampe A oder B des Rocket Lab Launch Complex 1 auf der Māhia Peninsula in Neuseeland, oder Rocket Lab Launch Complex 2 am Mid-Atlantic Regional Spaceport auf der Insel Wallops Island in Virginia, USA
- Mission/Nutzlasten: Bezeichnung der Nutzlast und/oder der Mission, letztere kursiv geschrieben
- Orbit ca.: Die Umlaufbahn, in der die Nutzlast ausgesetzt wurde; nicht zwangsläufig der Zielorbit des bzw. der Satelliten